# 南院 (和歌山県高野町)

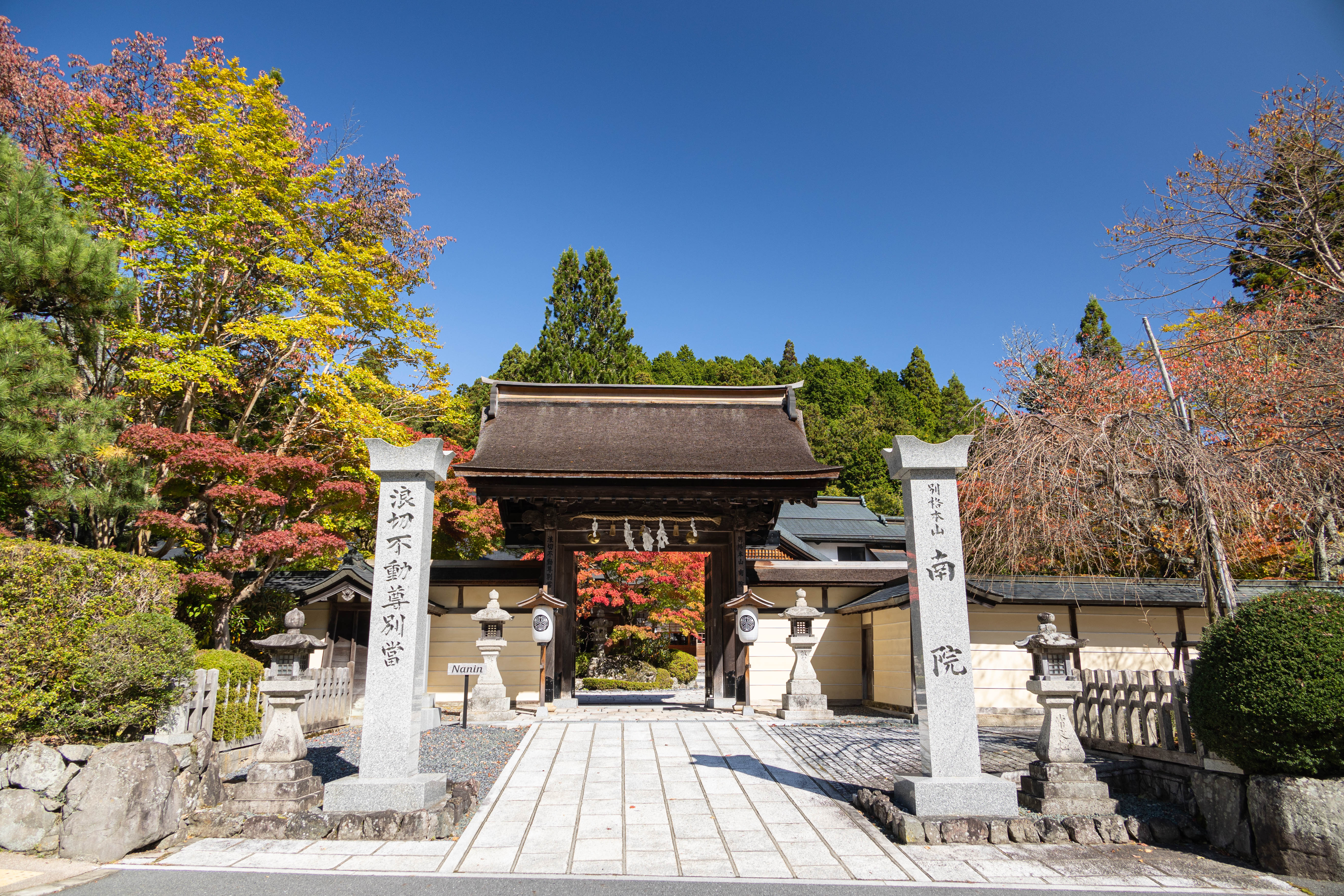
本坊前の山門と寺号標

南院（なんいん）は、和歌山県伊都郡高野町にある高野山真言宗の別格本山の寺院。総本山金剛峯寺の塔頭、宿坊。山号は高野山。本尊は浪切不動明王。

## 歴史
東大寺の子院である南院の僧・子島真興僧都によって創建された。本尊の浪切不動明王は、空海が唐より帰国する時に嵐に遭った際、船上で空海が自ら赤栴檀（しゃくせんだん）の霊木で彫り上げたものであるという。空海はその不動明王に祈願するや、不動明王から光が発せられて荒波を切り、嵐を鎮めて無事に帰国できたと伝わる。そのことから名を波切不動明王という。波切不動明王像は当初は壇上伽藍の山王院に安置されていたが、南院住職が維範大徳の時（平安時代）に当院に移された。
浪切不動明王は毎年6月28日に開帳される。
境内の北に隣接して徳川家霊台がある。

## 境内
- 本堂 - 外陣天井画は吉田高嶺の描いた八大浪切龍王（鳴龍）。天井画の下で手をたたくと、音が響く鳴き龍となっている[3]。
- 仏舎利塔 - 宝塔。1988年（昭和63年）建立。スリランカのジャワルダナヤ大統領から贈られた仏舎利を奉納する[4]。南院でスリランカ出身のシロガマ・ヴィマーラ大僧正が修行した縁による[4]。
- 庫裏
- 客殿
- 庭園 - 徳川家霊台に隣接し、稚児大師と称される朴の花が咲く[5]。
- 宿坊
- 山門

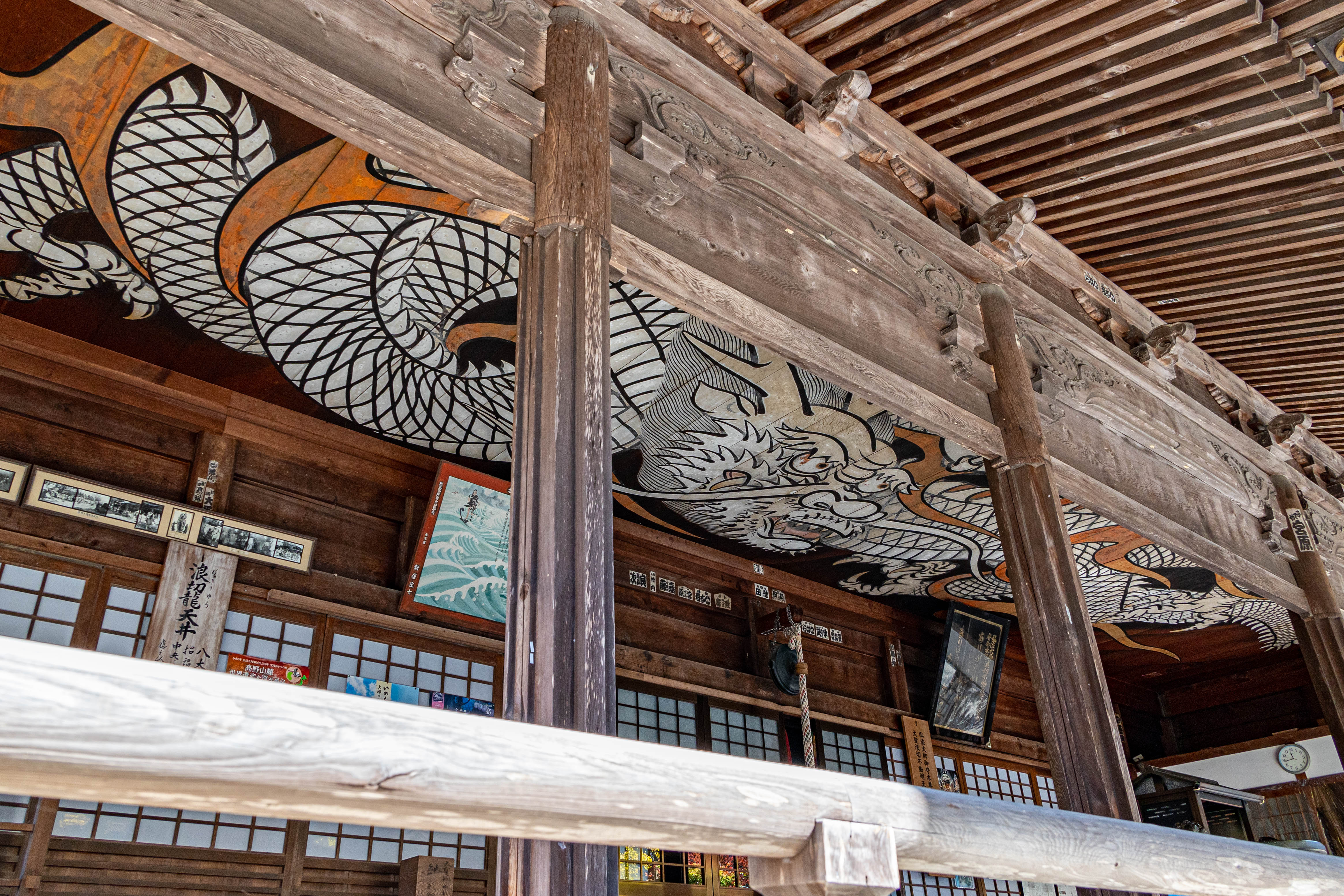
本堂外陣の天井絵
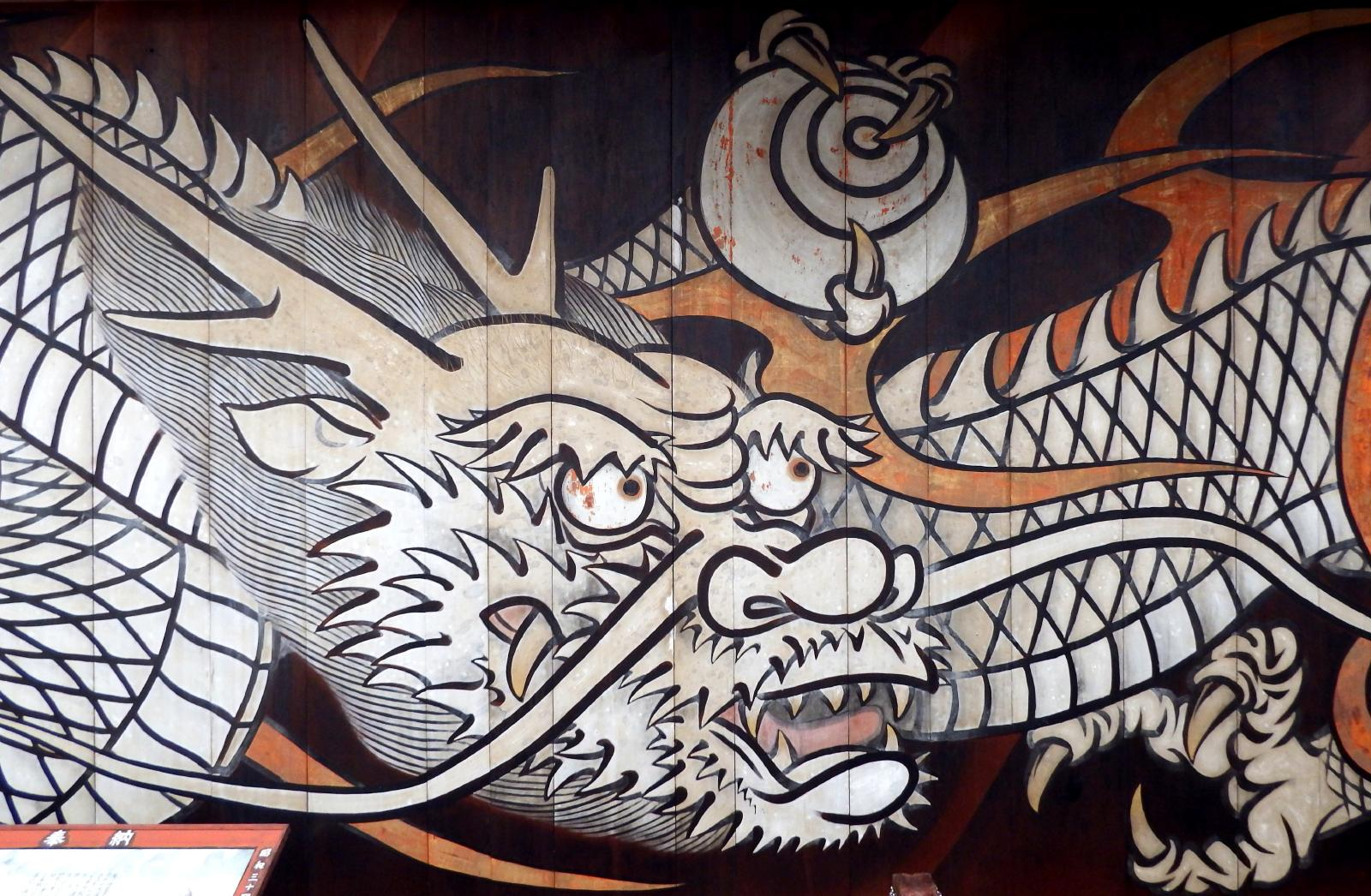
本堂外陣の天井絵
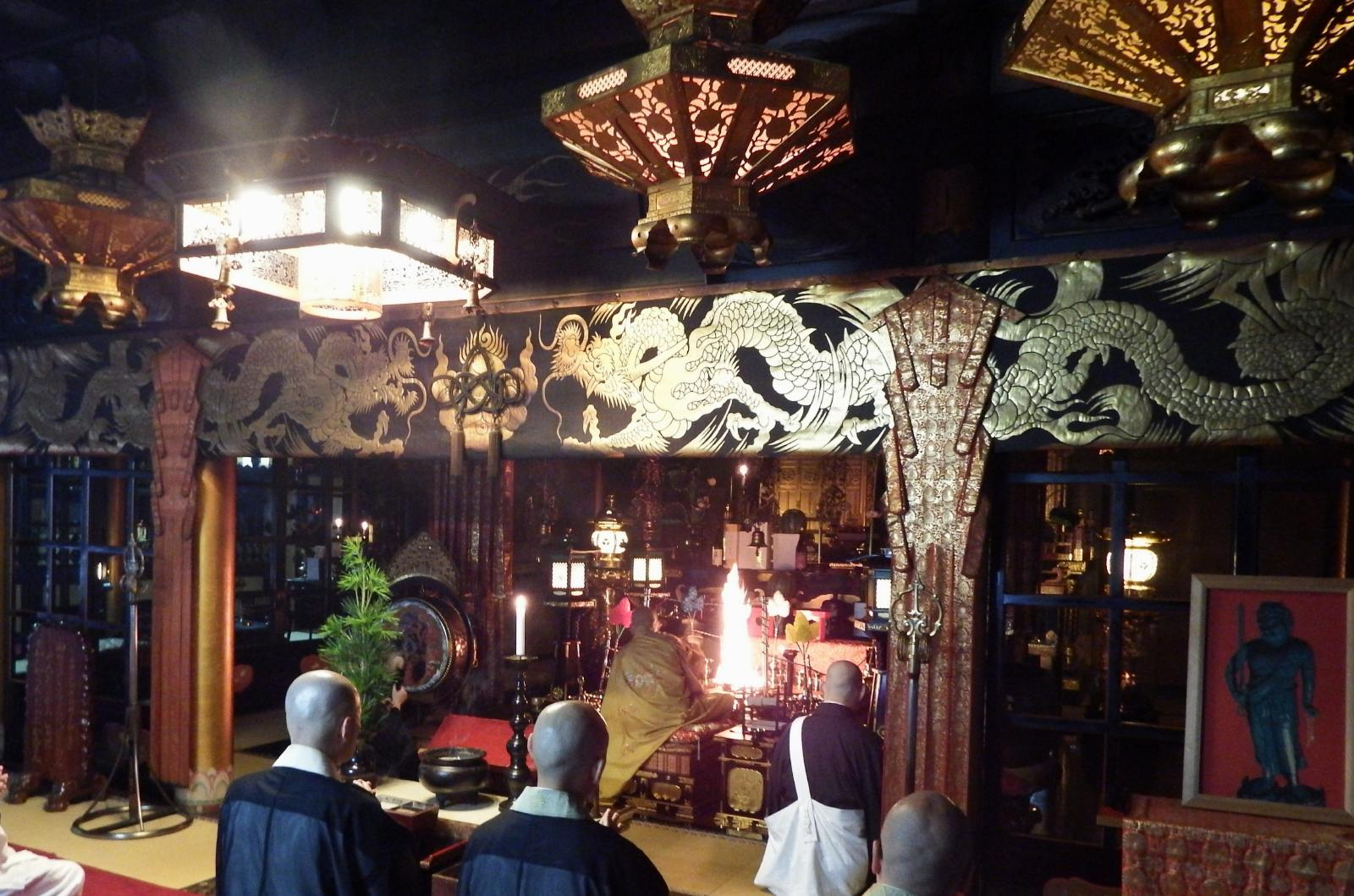
本堂で護摩焚き
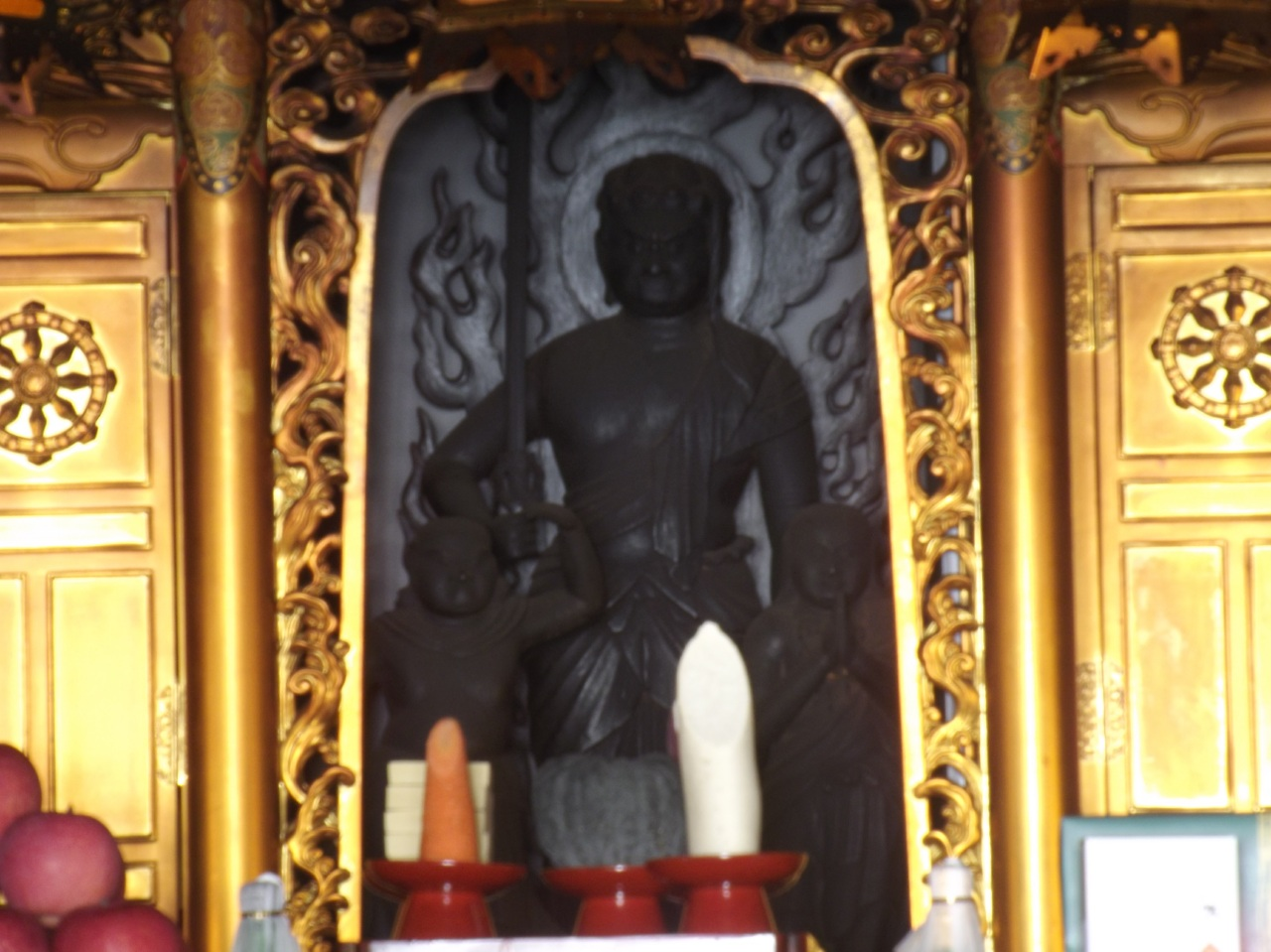
前立本尊
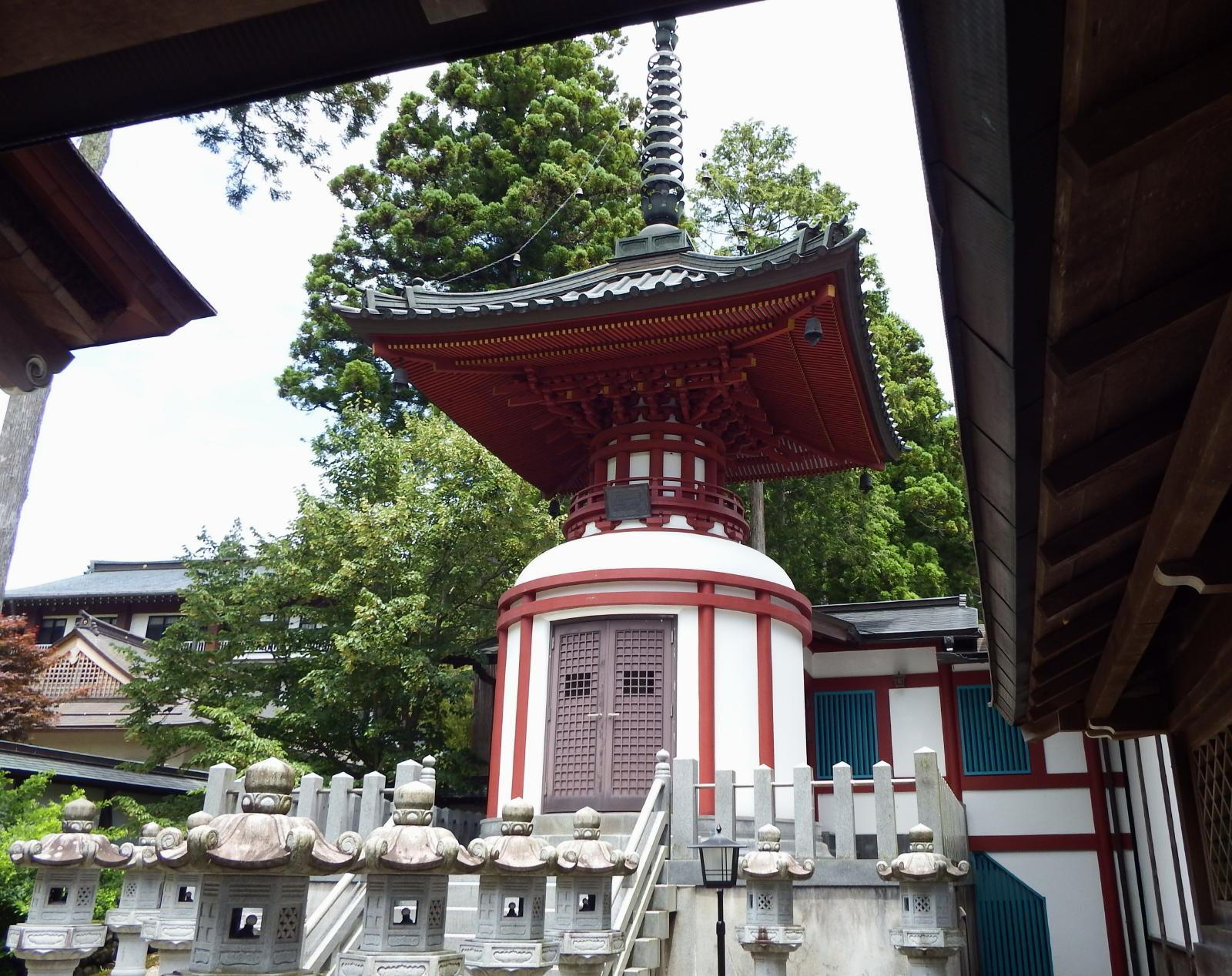
仏舎利塔
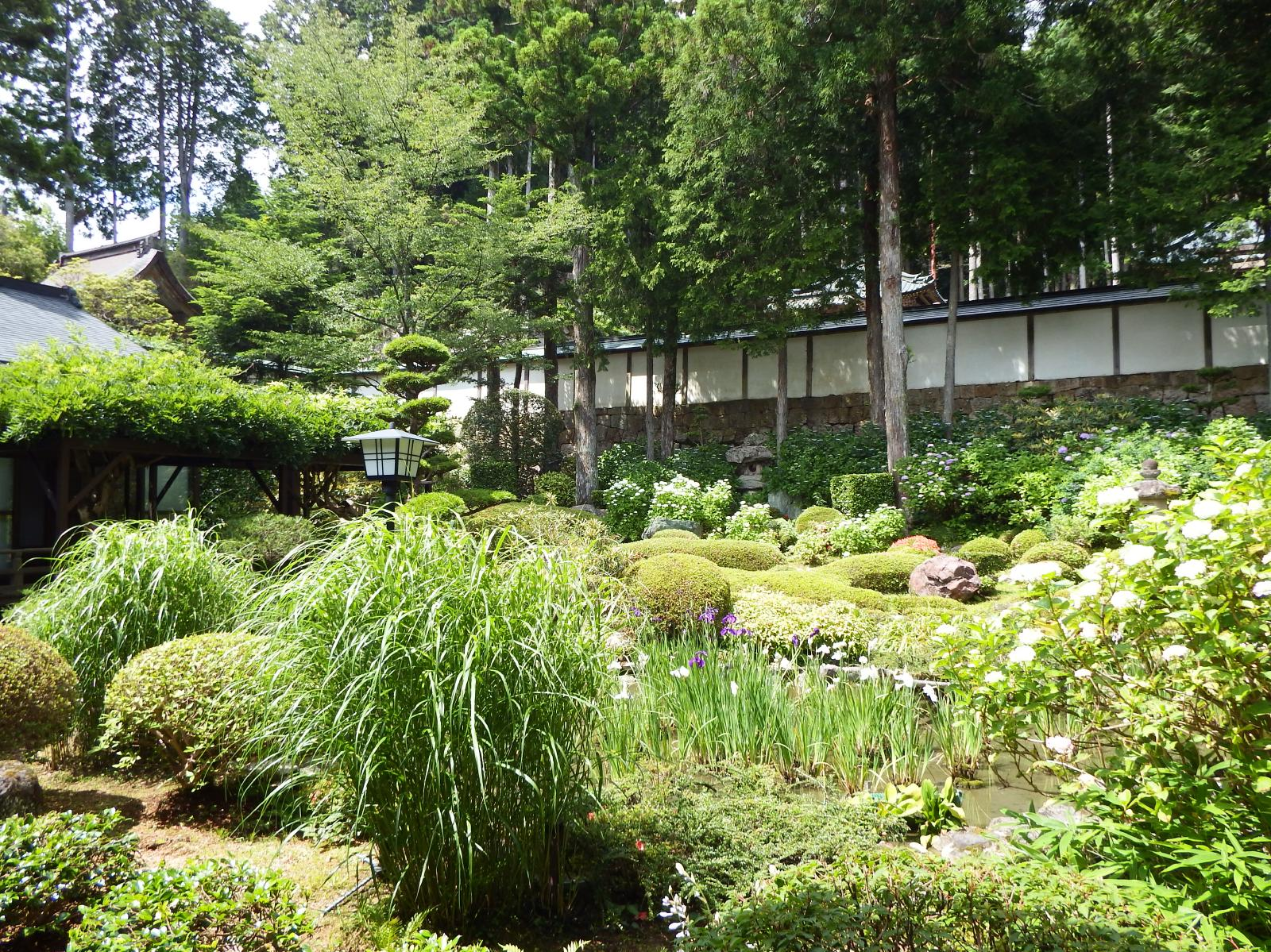
庭園
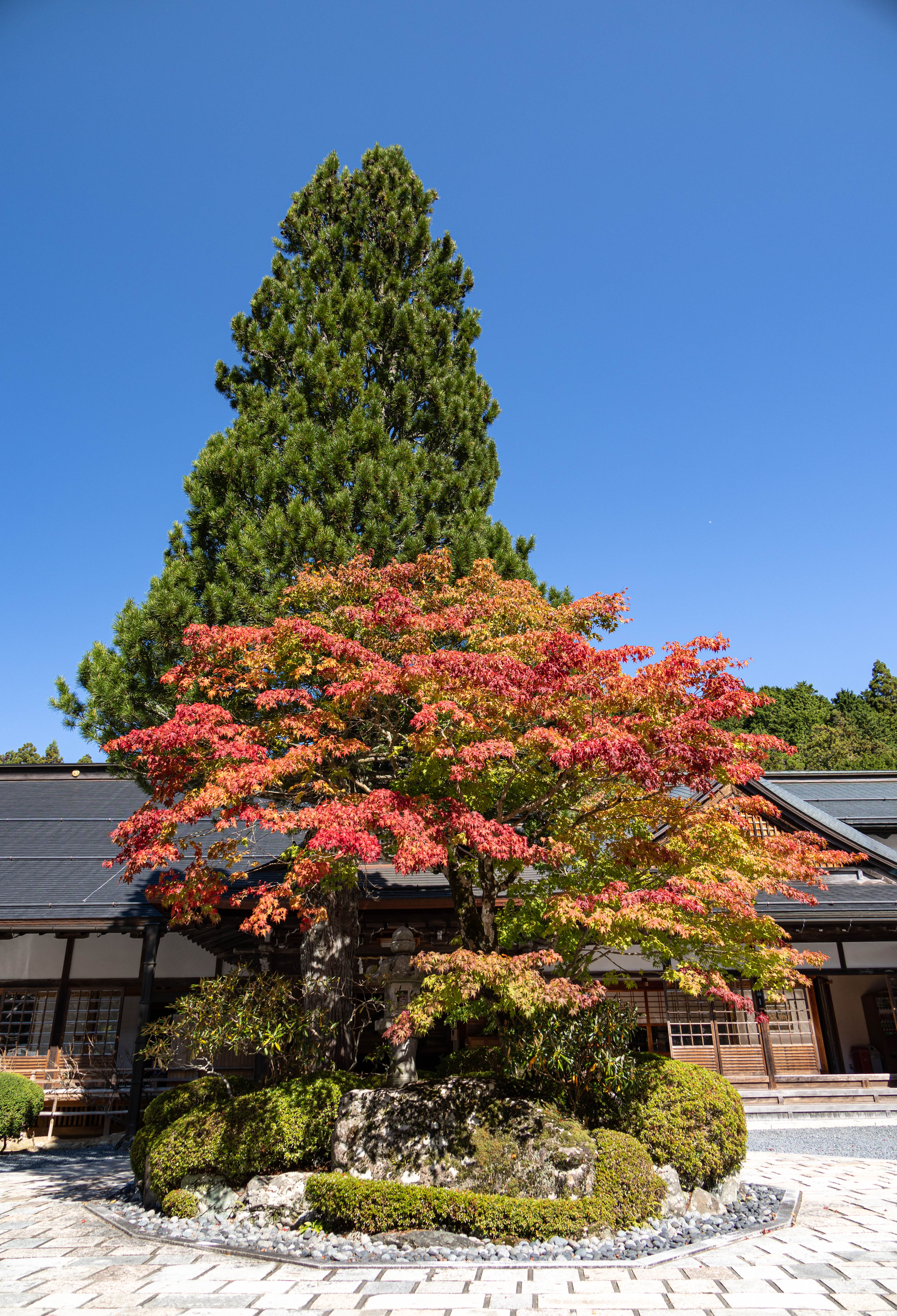
秋の本坊前

## 文化財

### 重要文化財
- 木造不動明王立像（波切不動） - 1908年（明治41年）1月10日指定[6]。木造、古色、86.2cm、平安時代。

## 前後の札所
近畿三十六不動尊霊場
35 明王院　-　36 南院

## 交通
- 南海高野線極楽橋駅から南海ケーブルカーで高野山駅下車。南海りんかんバスで波切不動尊前下車すぐ。
- 駐車場：バス5台、普通車30台、無料。